# Unione Sportiva Civitavecchiese 1942-1943
Questa voce raccoglie le informazioni riguardanti l'Unione Sportiva Civitavecchiese nelle competizioni ufficiali della stagione 1942-1943.

## Rosa
| N. |                   | Ruolo | Calciatore     |
| -- | ----------------- | ----- | -------------- |
|    | Italia (bandiera) | C     | V. Altieri     |
|    | Italia (bandiera) | C     | Aldo Bernini   |
|    | Italia (bandiera) | A     | Fausto Brioni  |
|    | Italia (bandiera) | A     | L. Cailli      |
|    | Italia (bandiera) | A     | A. Cammilletti |
|    | Italia (bandiera) | A     | M. Chiodo      |
|    | Italia (bandiera) | C     | Enrico Ferri   |
|    | Italia (bandiera) | A     | E. Forti       |
|    | Italia (bandiera) | C     | M. Giansanti   |
|    | Italia (bandiera) | P     | E. Maccari     |
|    | Italia (bandiera) | A     | Walter Magosso |
|    | Italia (bandiera) | A     | E. Mancini     |
|    | Italia (bandiera) | D     | G. Mancini     |
|    | Italia (bandiera) | A     | G. Manini      |
|    | Italia (bandiera) | D     | G. Massarelli  |

| N. |                   | Ruolo | Calciatore      |
| -- | ----------------- | ----- | --------------- |
|    | Italia (bandiera) | A     | A. Melchiorri   |
|    | Italia (bandiera) | A     | Umberto Oldani  |
|    | Italia (bandiera) | A     | Omero Pantaloni |
|    | Italia (bandiera) | D     | Brenno Paoli    |
|    | Italia (bandiera) | P     | Marino Pegoraro |
|    | Italia (bandiera) | A     | F. Peruelli     |
|    | Italia (bandiera) | D     | U. Quartullo    |
|    | Italia (bandiera) | C     | Cesare Rocchi   |
|    | Italia (bandiera) | D     | L. Sargolini    |
|    | Italia (bandiera) | C     | S. Stefanelli   |
|    | Italia (bandiera) | D     | Mario Stenti    |
|    | Italia (bandiera) | A     | Rodolfo Stilli  |
|    | Italia (bandiera) | C     | M. Tartaglia    |
|    | Italia (bandiera) | D     | Amleto Verdini  |
|    | Italia (bandiera) | P     | Livio Xella     |